# Ilse Lübben
Ilse Lübben (* 19. Februar 1936 in Bremen; † 29. Januar 1998 in Weyhe) war eine deutsche Politikerin (SPD).
Lübben besuchte die Dänische Gesamtschule in Haderslev, Dänemark und kehrte 1950 nach Deutschland zurück, wo sie ihr Abitur machte. Danach war sie als Dolmetscherin in Wuppertal tätig. Im Jahr 1962 zog sie nach Rotthalmünster in Niederbayern um. Sechs Jahre später zog sie nach Weyhe und begann ein Pädagogikstudium, welches sie 1972 abschloss. Nach ihrem Studium war sie als Lehrerin für Deutsch und Geschichte an der Integrierten Gesamtschule Bremen-Ost beschäftigt. Sie war Mitbegründerin der Kooperativen Gesamtschule in Weyhe und arbeitete ab 1974 in der Firma ihres Ehemannes mit. Zwischen 1986 und 1989 war sie als Kauffrau in verschiedenen Betrieben angestellt.
Lübben trat 1964 der SPD bei und war Mitgründerin des Ortsvereins Rotthalmünster. Ab 1976 war sie Mitglied im Rat der Stadt seit 1979 stellvertretende Bürgermeisterin der Gemeinde Weyhe. In der zwölften und dreizehnten Wahlperiode gehörte sie von 1990 bis zu ihrem Tod 1998 dem Niedersächsischen Landtag an. Lübben war Schriftführerin des Niedersächsischen Landtages.